# Ehe ist…
Ehe ist… (’Til Death, sinngemäße Übersetzung: „Bis dass der Tod…“) ist eine von 2006 bis 2010 gesendete US-amerikanische Sitcom. Im Mittelpunkt stehen Eddie and Joy Stark, ein seit mehr als 20 Jahren verheiratetes Paar, das in einem Vorort von Philadelphia lebt.

## Handlung
In einem Vorort von Philadelphia leben die beiden Ehepaare Stark und Woodcock Tür an Tür. Die Starks sind zu Beginn der Serie seit 8.743 Tagen (also seit knapp 24 Jahren), die Woodcocks seit 12 Tagen verheiratet. Die Starks erkennen am Beispiel der Woodcocks, wie sehr ihre eigene Beziehung im Laufe der Jahre an Harmonie und Romantik eingebüßt hat. Umgekehrt wird den Woodcocks durch die Starks klar, dass auch bei ihnen die Flitterwochen nicht ewig dauern werden. Nach Ausscheiden der Woodcocks aus der Serie werden Stephen und Simona das befreundete Ehepaar der Starks.
Eddie – eigentlich Edward Meryl – Stark ist Geschichtslehrer an einer High School und die zentrale Figur der Serie. Er sieht sich als Mentor seines jungverheirateten Nachbarn Jeff Woodcock und wird nie müde, diesem Ratschläge zur Behandlung von Ehefrauen zu erteilen. Da Eddie einen sehr zynischen Charakter hat, mag Jeff diesen Ratschlägen nicht immer folgen – und wenn er es tut, hat dies selten den gewünschten Effekt. Jeff wird zu Beginn der Serie neuer stellvertretender Schulleiter an derselben High School, an der auch Eddie unterrichtet. Die beiden bilden daher eine Fahrgemeinschaft und kommen sich dadurch näher, als Eddie lieb ist.
Joy Stark ist Beraterin in einem Reisebüro. Sie erkennt stärker als ihr Mann, was in ihrer Ehe (im Gegensatz zu der der Woodcocks) verlorengegangen ist, und bemüht sich oft, diese Eigenschaften wiederzubeleben. Da die Beziehung zwischen den Eheleuten stabil ist und auf echter Zuneigung beruht, gelingt ihr das meistens. Die langen Ehejahre an Eddies Seite hat sie überstanden, weil sie imstande ist, auf unvorhergesehene Situationen schnell zu reagieren.
Steph Woodcock schreibt an ihrer Dissertation über die Französische Revolution und ist daher zurzeit nicht berufstätig. Während der Sommerferien findet Jeff heraus, dass Steph nicht wirklich viel an ihrer Dissertation arbeitet, sondern ein entspanntes Leben zuhause führt. Sie ist sehr viel attraktiver als ihr Mann und hat ihn geheiratet, weil sie nach ihrer wilden Studentinnenzeit einen Mann suchte, der fürsorglich und zuverlässig ist. Jeff fragt sich daher gelegentlich, ob er diese Frau auf Dauer halten kann.
Allison Stark, die Tochter der Starks, wohnt mit ihrem Ehemann Doug Von Stuessen, der glaubt, in einer Sitcom zu leben, in einem Wohnmobil im Garten ihrer Eltern. Am Anfang der Serie studieren beide auf der Upton University. Allison macht dort ihren Abschluss in Keramikwissenschaften, wobei Doug auch ihr Kursleiter ist.

## Besetzung

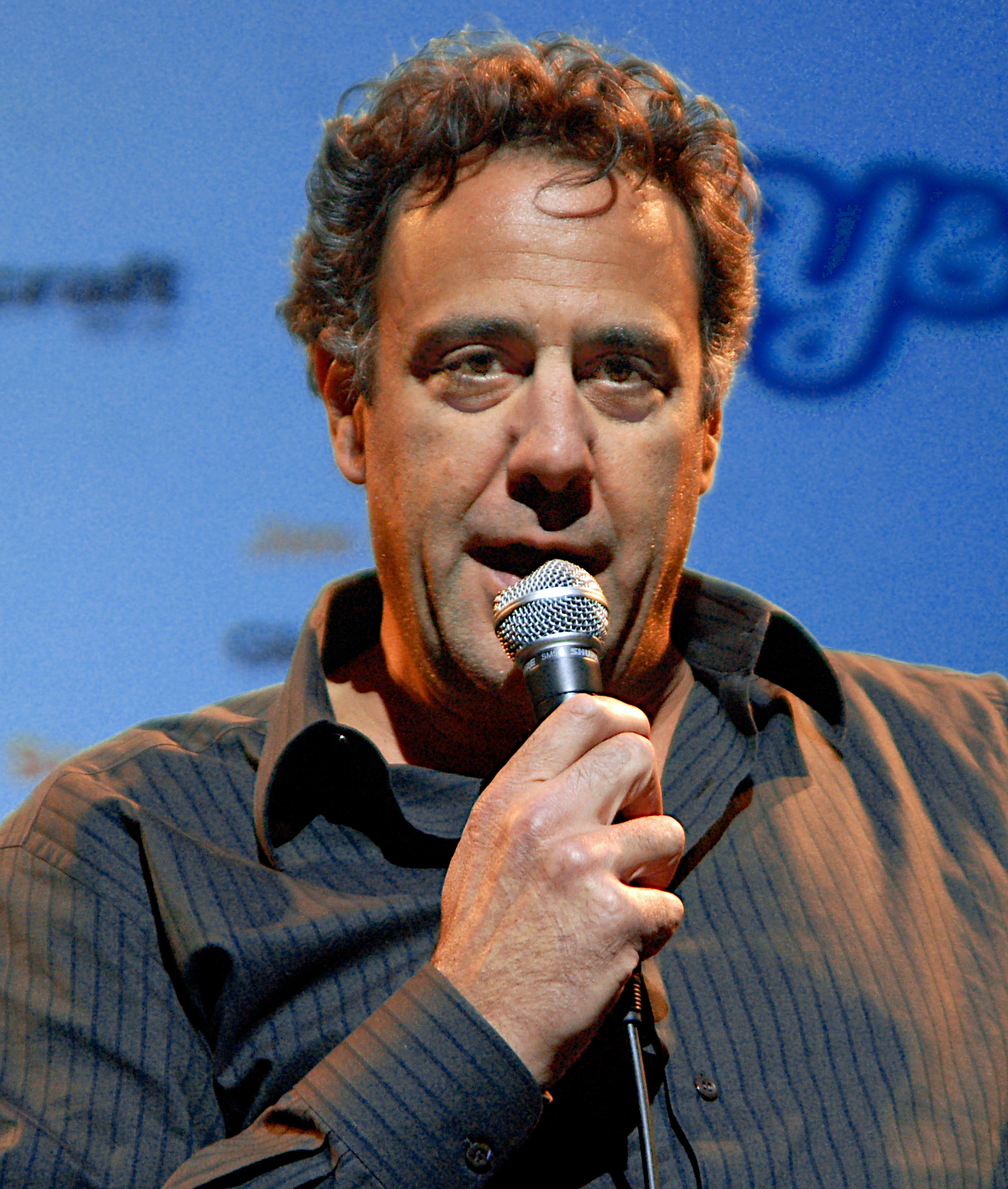
Brad Garrett verkörperte Eddie Stark.

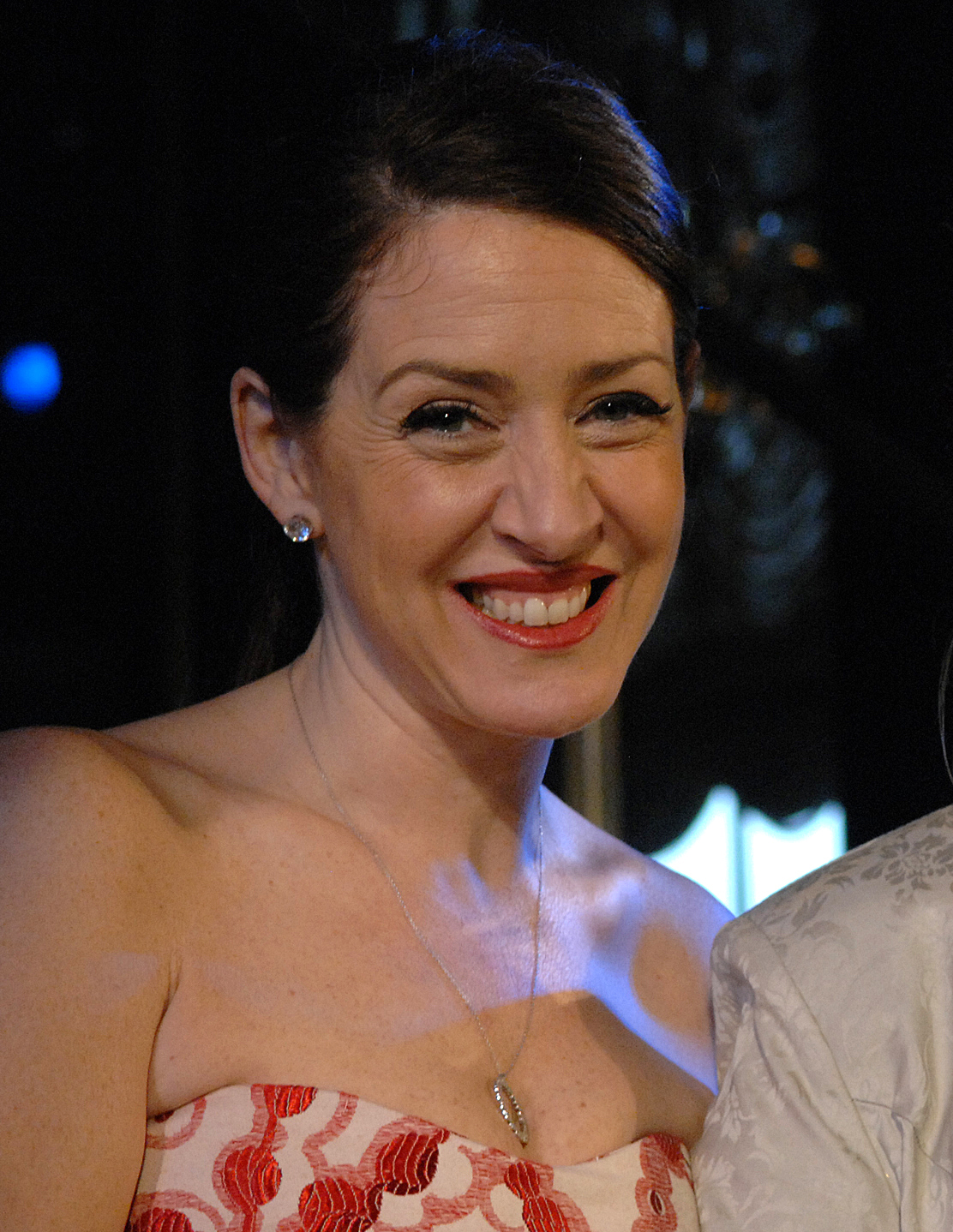
Joely Fisher spielte Joy Stark.

| Rollenname                 | Schauspieler      | Hauptrolle | Nebenrolle          | Synchronsprecher   |
| -------------------------- | ----------------- | ---------- | ------------------- | ------------------ |
| Edward „Eddie“ Stark       | Brad Garrett      | 1.01–4.22  |                     | Jan Spitzer        |
| Joy Stark                  | Joely Fisher      | 1.01–4.22  |                     | Ranja Bonalana     |
| Stephanie „Steph“ Woodcock | Kat Foster        | 1.01–3.07  |                     | Julia Ziffer       |
| Jeff Woodcock              | Eddie Kaye Thomas | 1.01–3.07  |                     | Julien Haggège     |
| Kenny                      | J. B. Smoove      | 3.01–3.22  | 2.10–2.15 4.01–4.22 | Bernhard Völger    |
| Allison Stark              | Krysten Ritter    |            | 1.10–2.15           | Anja Stadlober     |
| Allison Stark              | Laura Clery       |            | 3.04–3.10           | Anja Stadlober     |
| Allison Stark              | Lindsey Broad     | 4.01–4.10  |                     | Anja Stadlober     |
| Allison Stark              | Kate Micucci      | 4.11–4.22  |                     | Anja Stadlober     |
| Doug Von Stuessen          | Timm Sharp        | 4.01–4.22  | 1.17–3.22           | Gerrit Schmidt-Foß |

## Ausstrahlung
Die Sendung wurde erstmals am 7. September 2006 in den Vereinigten Staaten ausgestrahlt. Die zweite Staffel wurde ab September 2007 gesendet. Staffel 3 lief von September bis Oktober 2008 und bestand nur aus 7 Episoden. Zwischen Oktober 2009 und Juni 2010 lief die vierte und letzte Staffel der Serie. Diese war mit 37 Folgen ungewöhnlich lang, da sie viele Episoden enthielt, die laut Produktionscode für die dritte Staffel vorgesehen waren. So liefen u. a. drei ältere Episoden erst nach der letzten produzierten Folge.
Jeff und Steph wurden in der dritten Staffel durch die neue Hauptperson Kenny (J. B. Smoove) ersetzt.
Ab Februar 2008 war die erste Staffel auch im deutschen Fernsehen auf Comedy Central zu sehen. Die zweite Staffel wurde ab März 2009 in Deutschland ausgestrahlt. Staffel 3 lief ab  dem 30. November 2009 im deutschsprachigen Raum auf dem Schweizer Fernsehsender SF zwei. Vom 18. Januar 2010 an lief diese in Deutschland auf Comedy Central. Von April bis Juni 2010 erlebte die 4. Staffel ebenfalls ihre deutsche Erstausstrahlung auf Comedy Central. Die Staffeln 3 und 4 wurden in Deutschland – im Gegensatz zur Originalfassung – annähernd in der Reihenfolge ihrer Produktion gezeigt. Der Episodenliste liegt diese Reihenfolge zu Grunde, weswegen die beiden letzten Staffeln eine andere Folgenanzahl haben als in den USA.
Vom 5. Juli 2010 bis 8. Februar 2011 wurde die Serie unter ihrem Originaltitel Til Death auf dem Sender VOX ausgestrahlt. Im Rahmen dessen wurden die beiden fehlenden Folgen der dritten Staffel (3.15, 3.18) zum ersten Mal in Deutschland gezeigt.

## Trivia
- Der Schauspieler Ray Romano hat in Folge 16 der ersten Staffel (Das Italien-Trauma) einen kurzen Gastauftritt. Als Eddie sich im Restaurant bei Joy entschuldigt, dreht sich Ray um und fragt: „Was wollen Sie denn noch hören, Lady?“ Als Joy später fragt, wer der Kerl sei, antwortet Eddie, dass er glaubt, mal mit ihm zusammengearbeitet zu haben. Dies ist eine Anspielung auf die Serie Alle lieben Raymond, in der Brad Garrett Rays Bruder Robert Barone spielte. Eine wesentlich deutlichere Anspielung auf dieselbe Serie findet sich in Folge 13 der vierten Staffel, in der es einen Traumdialog zwischen Eddie und Joy gibt, der den Satz enthält: „Alle lieben Raymonds Gewänder.“

- Ted McGinley, unter anderem bekannt durch die Sitcom Eine schrecklich nette Familie, hat in Folge 21 der ersten Staffel (Mein Freund Webby) einen Gastauftritt als Eddies Freund Bill Webster.

- Barry Bostwick, unter anderem bekannt aus Chaos City, hat in Folge 62 (vierte Staffel) (Eddies Buch) einen Gastauftritt als Dougs Vater George von Stuessen.

- Richard Kind, auch aus Chaos City, hat in der Folge 54 (dritte Staffel) (Des Bruders Hüter / Mr. T und die Männer) einen Gastauftritt als Eddies schwuler Bruder Charlie.

- Der amerikanische Komiker Gilbert Gottfried spielt in zwei Folgen der vierten Staffel den reichen, etwas merkwürdigen Nachbarn Tommy.

- Noureen DeWulf, bekannt aus der Fernsehserie Anger Management, hat in Folge 20 der dritten Staffel einen Gastauftritt als Kellnerin.

- Kevin Nealon und Susan Yeagley, die im echten Leben miteinander verheiratet sind, spielen in Staffel vier ein mit den Starks befreundetes Ehepaar.

Im März 2010 entschied der Sender FOX, aufgrund mäßiger Quoten keine weiteren Folgen mehr zu bestellen. Dies bedeutet das Ende der Serie nach vier Staffeln.

## DVD
In Deutschland und in den USA sind die ersten beiden Staffeln auf DVD erhältlich.